# وادي راجل
وادي راجل يقع وادي راجل في البادية الشمالية الشرقية الأردنية في منطقة جاوا (أول نظام مائي في العالم) في محافظة المفرق الأردنية، وهو مجرى موسمي «وادي» يقع في منطقة البادية شرق الأردن وجنوب سوريا. ينبع من جبل الدروز ويتدفق جنوباً عبر حرة الشام إلى واحة الأزرق .  وهو أحد المجاري المائية الرئيسية في حوض الأزرق، ويصرف معظم الجزء الشمالي من حرة الشام البازلتية،  والتي تُعرف أيضًا باسم حرة راجل.

## مسار الوادي
سُمّي الوادي بـ «راجل» لأنه يترجل من جبل العرب في محافظة السويداء جنوب سورية عن ارتفاع (1200) مترًا  لينتهى على ارتفاع (550) مترا فوق مستوى سطح البحر. ينحدر وادي راجل من جبل العرب  جنوب سورية  متجها نحو الجنوب الشرقي حيث تبدأ رحلة عبوره عبر الأراضي الأردنية  في منطقة المثناة ثم جاوا ومنها يتجه ليصب في قاع شبيكة راويًا تربة ذلك القاع الذي يبقى يستضيف "راجل" الي أن يفيض ويرتوي فيودعه الوادي منحدراً بعدها جنوباً مروراً ببعض القيعان الصغيرة الواقعة علي طريق الصفاوي رويشد، وبعدها يواصل مسيرته جنوباً باتجاه غدير «الفهداوي» ثم غدير الملاح وهناك ينعطف إلي الجنوب الشرقي حيث قاع «المقلا» وصولاً إلى سد راجل الذي انشئ في منتصف التسعينات شرق واحة الأزرق الأردنية، ثم ينعطف راجل بعد السد ليتجه غربًا نحو قاع الأزرق في رحلة طولها (150 ) كليو مترًا.
وتعتبر منطقة تجمع وادي راجل من الأودية الرئيسية التي تدخل حوض الأزرق من الشمال. وتبلغ مساحته حوالي 3910 كم 2. ويبلغ متوسط هطول الأمطار السنوي في منطقة تجمغ وادي راجل حوالي 126.6 ملم. تحدث العواصف الرعدية الشديدة في شهري أبريل ومايو، مما يسبب فيضانات كبيرة تغطي المنطقة. ولا يتم الاستفادة من مياه السيول، ويتسرب جزء صغير منها إلى الأرض، ويبقى الجزء الأكبر من هذه المياه فوق قاع الأزرق قبل بضعة أشهر من التبخر.
ويقع علي وادي راجل مجموعة من السدود لعل أبرزها ذلك السد الأثري العتيق الذي يسمي "سد جاوا" في منطقة جاوا الأثرية التاريخية من محافظة المفرق، ويعد هذا السد من أقدم السدود في العالم ، ةالذي تم بناؤه في الألفية الرابعة قبل الميلاد في العصر البروتزي، ويتضمن سد جاوا في البادية الشمالية الشرقية علي نظام مائي متطور يعتبر من أقدم النظم المائية في العالم يتمثل باستغلال مياه وادي راجل وفتح قنوات مياه وانشاء برك تخزينية وسدود اشهرها السد الكبير.

## انظر ايضًا
- منثاة راجل (المفرق)